# モルモン宣教師
モルモン宣教師（モルモンせんきょうし)とは末日聖徒イエス・キリスト教会の宣教師のこと。全世界に8万人の宣教師が布教活動を行っている。

## 伝道の準備
教会に認められた18歳から25歳までの男性と女性は1年半から2年間（志願すれば30ヶ月間）、宣教師に志願して、伝道に出るように奨められている。定年退職し、子育てを終えた年配の夫婦も伝道するように奨められているが、その期間は設定されていない。
宣教師を希望する者は、教会の大管長に申請書を提出し、大管長より宣教師に任命される。宣教師になる前には、男性は地元のステーク会長によって長老に聖任される。男、女ともにモルモン教神殿に行き儀式を受ける。
そして宣教師としての任期を終え、自分の所属していた教会に戻る。

## 伝道資金
家族や友達の援助による場合もあるが、通例宣教師は自分自身で費用を賄う。過去は各宣教師は自分の生活費を負担していたが、各国の物価水準から生じる負担の格差を是正するため、1990年に負担を平等にするプログラムが始まった。2006年1月現在、宣教師は毎月400USドルを納める。
教会員は若い時から伝道資金を出来るだけ自分で貯金するように勧告されている。どうしても所定の金額に達しない場合、家族や親しい教会員、或いは教会の宣教師基金から援助される。夫婦の宣教師は全額自己負担となる。だが航空費並びにアパートの費用は教会が支援する。
教会が設立されて以来、教会員は地域内の宣教師を自分の家庭に招待し、食事を提供する習慣がある。1990年に宣教師の生活費を出来るだけ安くするために、教会は会員の多い所で宣教師に昼食と夕食を提供するよう奨められた。しかし活発でない会員や新会員、または求道者がいない場合、宣教師は食事会の招待を断るべきだという所もある。

## 訓練
宣教師は約15カ所ある訓練施設で行われる。その中の一番大きいのはユタ州プロボ市のブリガムヤング大学の隣にある施設である。外国語を習わない宣教師は、3週間、教え方の訓練を受け、行動規範や聖典のことを学ぶ。
（カトリックやプロテスタントでは、伝道に携わるには5年以上の信徒経験と、神学校などでの5年から8年の聖書学、心理学などの専門的な学びと実習などが課される。）
外国語を習う宣教師は8週間から12週間のあいだ、訓練施設で勉強する。その期間自分の母国語を話さず、伝道先の言語を練習するように奨められる。宣教師の訓練施設で宣教師たちが外国語を習得するのが速く、なぜそれほど速く上手になるかを研究する組織も多い。中には8〜12週間の期間が終えるとその言語を流暢に話せる宣教師もいる。

## 日本の宣教師たちの活動
宣教師らは、鉄道、バス、自転車、船で移転する。
また日本のモルモン教徒は、宣教師に食べ物や飲み物のサポートを実行している。

## 外見と服装
宣教師は外見と服装に対する基準を守らなければならない。男性の服装はスーツ、白いワイシャツ、ネクタイとされ、女性もフォーマルドレス（ドレスかブラウスとスカート）の着用を義務づけられている。（但し例外として温暖な地域などでは、スーツを着なくてもよい。）　常に自分の名字と教会の名前が付いている名札を付けることが義務付けられている。
週に半日「準備の日」という、自分の洗濯や娯楽な活動をする時間を設け、この活動や他の人を手伝う場合は、カジュアルな服を着てもよいことになっている。

## 組織
教会は世界各地を伝道部に分けて管轄している。
伝道部は伝道部長によって統括されている。伝道部長の任期は3年間であり、夫婦が二人とも選ばれる。該当地域における全ての宣教師は、伝道部長の支配下にあり、組織的に、補佐、ゾーンリーダー(巡回宣教師)、あるいはディストリクトリーダー（監督長老）などが伝道部長を補佐する。監督長老は担当エリア内における伝道活動の状況を把握し、宣教師の問題を助ける。
宣教師は同僚と、一日中行動をともにし、互いの行動を監視していなければならない。（同じ部屋に寝るが、夫婦以外に同じベッドには寝ない。）　二人の宣教師が同僚でいる期間は数週間〜数ヶ月であり、定期的に同僚は変えられる。

## 人間関係
独身の宣教師は、伝道中にデートを禁じられている。異性の人と接することが出来るが、握手以外身体に触ってはならないとされ、異性の人と居る場合は、同僚は必ず隣にいなければならない。宣教師は異性のガールフレンド・ボーイフレンドがいても良いとされていたが、現在は恋愛自体が禁止になった。
教会の黎明期は、年齢、家庭、環境に関わらず、多くの男性が宣教師として伝道に出たが、今日は伝道部長以外、結婚している男性は召されない。
年配の夫婦は伝道に出るよう奨められているが、その期間は任意で、数ヶ月〜3年間。また伝道が終えてから再び申請する夫婦は多い。